# 箕面ゴルフ倶楽部
箕面ゴルフ倶楽部（みのおゴルフくらぶ）は、 大阪府池田市畑にあるゴルフ場である。

## 概要
1960年（昭和35年）、名古屋の繊維商社・遠山産業株式会社の大阪駐在専務取締役・遠山利三は、ゴルフ場開発を計画した。ゴルフ場の建設候補地は、大阪府の明治の森箕面国定公園に隣接する五月山麓で、標高が300メートルの所である。候補地からは、遠く瀬戸内海と阪神の市街地が望むことができ、紀伊や生駒の連山を見渡すことが出来る。その時の遠山利三は若干32歳の若さであり、「茨木カンツリー倶楽部」（1923年（大正12年）開場、設計・井上誠一）のメンバーで、ゴルフに理解が深かった。
コース設計は、関西在住の上田治に依頼した、上田は「英国型、米国型、米国折衷型の3種類のタイプがある」とするのが持論だった。上田が建設候補地を見た時、「英国型のコースにピッタリ」と評価した。米国型の特徴は、デザイン性に重きを置いているが、英国型は自然のままの地形を生かしたクラシックなコース造りのゴルフ場である。
1960年（昭和35年）11月28日、9ホールぞ造成工事が完了し、仮開場された。建設用地の25万坪のうち、10番、11番、18番ホールは自然のままの地形を生かしたコースである。後に、上田は「日本を代表する英国風のコース」「私の最大の傑作のひとつ」と語っている。
創業者・遠山利三は、ただ若い経営者というだけではなかった、経営手法も型破りだった、「先端というより異端」だったと2代目の遠山隆重は語った。当時のゴルフ場経営は、殆どが社団法人制の運営だったが、遠山はいち早く市場売買が可能な預託金制を取り入れ、ビジター優待券の発行を始めて実施した。

## 所在地
〒563-0021 大阪府池田市畑三丁目11番地 

## コース情報
- 開場日 - 1960年11月28日
- 設計者 - 上田 治
- 面積 - 920,000m2（約27.8万坪）
- コースタイプ - 丘陵コース
- コース - 18ホールズ、パー72、6,731ヤード、コースレート70.3
- フェアウェー - コウライ
- ラフ - ノシバ
- グリーン - 1グリーン、ベント
- ラウンドスタイル - キャディ・セルフ選択可、全面乗用カートでのプレー
- 練習場 - 9打席40ヤード
- 休場日 - 1月1日、その他指定日[2][3]

## クラブ情報
- ハウス面積 - 2,475m2（748.6坪）
- ハウス設計 - 株式会社山下寿郎設計事務所
- ハウス施工 - 株式会社フジタ[2][3]

## ギャラリー
- コース - 「箕面ゴルフ倶楽部」、コース概要、2021年4月4日閲覧
- ハウス - 「箕面ゴルフ倶楽部」、レストラン、2021年4月4日閲覧

## 交通アクセス
- 鉄道 - 阪急宝塚本線 - 池田駅より クラブカー利用約25分
- 道路 - 阪神高速池田線 - 川西小花出入口より [4]

## 関連文献
- 『月刊ゴルフマネジメント』、「クローズアップ21(その59)再生プランの核はメンバーシップの確立 箕面ゴルフ倶楽部 会員コミュニティの充実が倶楽部を活性化」、東京 一季出版、2005年11月、2021年4月4日閲覧
- 『ゴルフ場ガイド 西版』、2006-2007、「箕面ゴルフ倶楽部」、東京 ゴルフダイジェスト社、2006年5月、2021年4月4日閲覧
- 『月刊ゴルフマネジメント』、「クローズアップ21(その135)メンバーのためのゴルフ場 箕面ゴルフ倶楽部 倶楽部のあるべき姿を求めて」、東京 一季出版、2012年3月、2021年4月4日閲覧
- 『ゴルフ場セミナー』、「GOURMET RESTAURANT(161)要望や好みに対応して家族的な雰囲気を重視 箕面ゴルフ倶楽部 浜名健司、佐藤次郎」、東京 ゴルフダイジェスト社、2012年6月、2021年4月4日閲覧
- 『美しい日本のゴルフコース BEAUTIFUL GOLF CULTURE IN JAPAN 日本のゴルフ110年記念 ゴルフは日本の新しい伝統文化である』、ゴルフダイジェスト社「美しい日本のゴルフコース」編纂委員会編、「箕面国定公園に隣接するコース予定地からの眺望は、若き創業者の野心を刺激した」、東京 ゴルフダイジェスト社、2013年12月、2021年4月4日閲覧
- 『月刊ゴルフマネジメント』、「クローズアップ21(その189)建設残土の受け入れでコース改造コストを低減 箕面ゴルフ倶楽部 高齢者対応でコースをフラットに　メンバーコースとして進化を目指す」、東京 一季出版、2016年9月、2021年4月4日閲覧